# Diego Bombassei
Diego Bombassei (Auronzo di Cadore, 26 maggio 1971) è un giocatore di curling italiano, atleta di serie A del Curling Club Tre Cime.
Iniziata la sua carriera sportiva con il Curling Club Auros, sempre di Auronzo di Cadore, vise tre titoli italiani tra il 1993 e il 1996 insieme a Valter Bombassei, Davide Zandegiacomo e l'olimpionico Gianpaolo Zandegiacomo. La squadra rimase pressoché inalterata per più di dieci anni, ed entrò a far parte della nazionale ottenendo grandi risultati in campo internazionale, grazie anche all'atleta svizzero Claudio Pecha, che skippava la squadra nazionale.
A seguito della fusione di tutti i curling club di Auronzo di Cadore nel Curling Club Tre Cime, Diego si ritrovò in questo club dove gioca tuttora. In totale Bombassei ha preso parte ad un campionato mondiale di curling disputato a Hamilton, in Canada, nel 1996, ed a sei campionati europei: Leukerbad 1993, Sundsvall 1994, Grindelwald 1995, Copenaghen 1996, Flims 1998 e Grindelwald 2002.
Il miglior risultato dell'atleta è il quarto posto al campionato europeo del 1995 a Grindelwald, campionato in cui l'Italia si piazzò al quarto posto. Nella stagione 2008/2009 Diego ha vinto una medaglia di bronzo al Campionato italiano assoluto di curling.